# Amietia fuscigula
Amietia fuscigula är en groddjursart som först beskrevs av Duméril och Gabriel Bibron 1841.  Amietia fuscigula ingår i släktet Amietia och familjen Pyxicephalidae. IUCN kategoriserar arten globalt som livskraftig. Inga underarter finns listade i Catalogue of Life.

## Bildgalleri

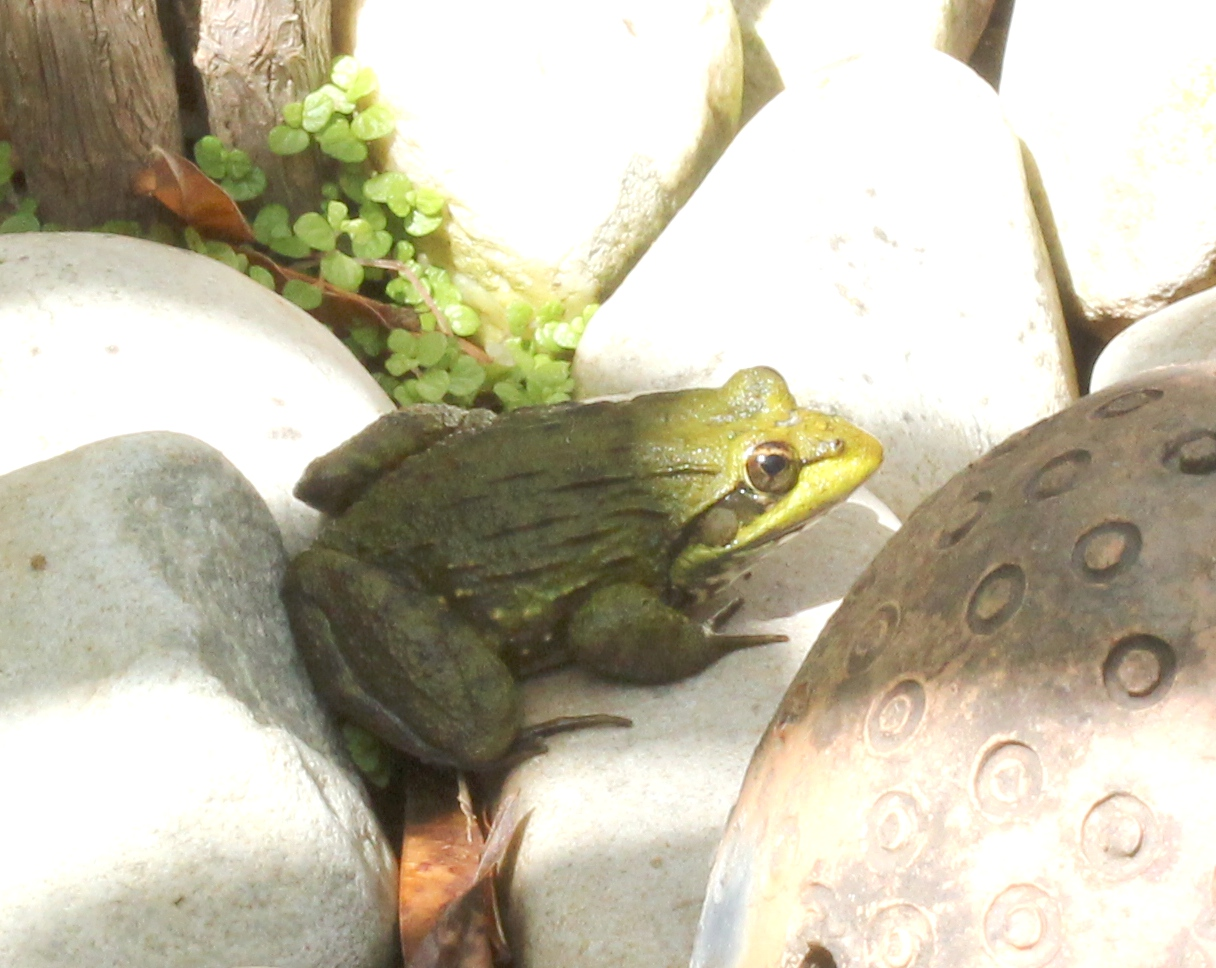